# Райан, Мэттью (наездник)
Мэттью Морган Райан (англ. Matthew Morgan Ryan; род. 3 июня 1964, Сидней) — австралийский конник, трёхкратный олимпийский чемпион.
Завоевал золотые медали Олимпиады-1992 в личном и командном первенстве в троеборье, Олимпиады-2000 — в командном. Не принял участия в Олимпийских играх 1996 из-за травмы лошади. На Олимпиаде-2004 был резервным спортсменом.
В 2009 году Райан получил британское гражданство.
Старший брат Хит Райан (род. 1958) — участник Олимпийских игр 2008 года в выездке.